# كيزر (فنان مصري)
كيزر هو الاسم المستعار لفنان شارع مصري وفنان جرافيتي مجهول الهوية اكتسب عمله شهرة في مصر بعد الثورة المصرية عام 2011. يقال إن كيزر رجل يبلغ من العمر 33 عامًا يصنع فن الشارع في القاهرة كعمل أساسي.

## الحياة المهنية والسياسة
لا يُعرف سوى القليل عن الحياة المبكرة لكيزر، حيث اتخذ الفنان (الذي تم تحديده على أنه ذكر) خطوات لحماية هويته. تم تصويره وهو يرتدي قميصًا من النوع الثقيل ومُقنعًا أثناء إنشاء أعماله الفنية من أجل إعاقة تحديد الهوية.

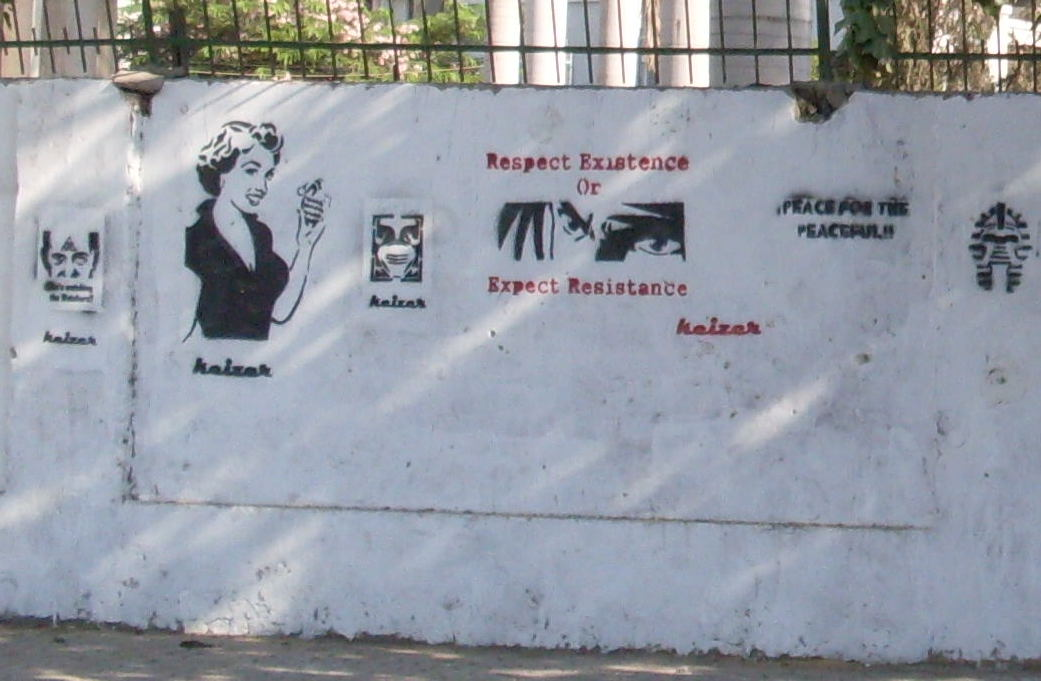
عمل فني رسمه كيزر بالقاهرة.

لم يكن فن الشارع السياسي شائعًا في مصر قبل ثورة 2011، لكنه انتشر في الأماكن العامة في حقبة ما بعد الثورة. ازدادت شعبية العمل الفني الذي يستهدف المجلس الأعلى للقوات المسلحة ، على وجه الخصوص منذ الثورة، لأنه وفقًا لصحيفة كريستيان ساينس مونيتور فإن هذه "الكتابة على الجدران المعادية للجيش هي انعكاس لإحباط الناشطين المصريين من الحكام العسكريين، الذين يقولون أنهم استبدلوا أحد السلطات بأخرى". لاحظ كيزر أنه على الرغم من أن الكثير من أعماله سياسية بطبيعتها، إلا أن الكثير منها غامض أو غير سياسي. وقال الفنان "بيت القصيد هو أن الأمر متروك لك للتفكير والتوصل إلى استنتاجاتك الخاصة. . . والكثير من الناس هنا ليسوا معتادين على استخلاص استنتاجاتهم الخاصة - لقد اعتادوا على إخبارهم بما يفكرون فيه." وُصف كيزر بأنه قومي عربي، ومعظم أعماله الفنية تستهدف الرأسمالية والإمبريالية. يمثل استخدام كيزر لشعارات الشركات الدولية نقدًا للنزعة الاستهلاكية من خلال الرسائل المرئية والنصية الموضحة، بالإضافة إلى اختياره لتقنية الاستنسل المكررة بسهولة والتي يمكن تفسيرها على أنها تخريب إضافي للحملات الإعلانية التي تقوم بها هذه الشركات عادة.

### عمله الفني
لوحظ أن أسلوب كيزر الفني يذكرنا بأسلوب بانكسي وشيبارد فيري، وهو النص المصاحب لصوره باللغتين العربية والإنجليزية. عندما سُئل عن استخدام اللغة الإنجليزية في أعماله الفنية، قال كيزر إنه بالتأكيد يستهدف مهاجمة الطبقات العليا في المجتمع".

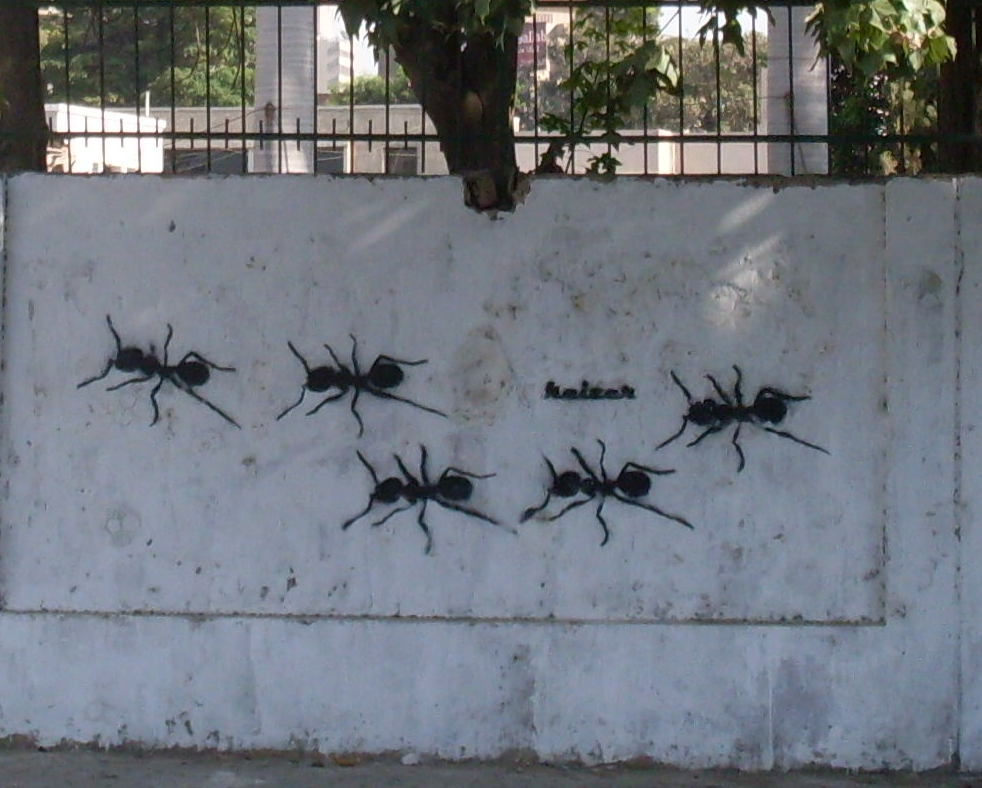
النمل بالستنسل لكيزر في القاهرة

من بين الصور التي رسمها كيزر في الأماكن العامة في مصر صور النمل . يكتب الفنان على موقعه على شبكة الإنترنت نسخة محفوظة 22 أبريل 2012 على موقع واي باك مشين. أن "النملة ترمز إلى المنسيين، والمُجبرين على الصمت، والمجهولين، والمُهمشين من قبل الرأسمالية. يقصد كيزر أنهم الطبقة العاملة المكونة من عامة الناس الذين يناضلون ويضحون بشكل أعمى من أجل ملكة النمل ونظامها الملكي. فالنمل عمال مخلصون ويتعاونون وينظمون ويفوضون ويضعون أنفسهم في المرتبة الأولى في خط الخطر والواجب. وفي ظل تقديرهم، فإنهم يتلقون ولا يتوقعون أي مكافأة على جهودهم وكدهم ونضالهم. . . "

## أنظر أيضا
- جنزير
- شيكو (فنان مصري)

## روابط خارجية
- موقع الكتروني نسخة محفوظة 22 أبريل 2012 على موقع واي باك مشين.

قالب:Street Art